# Women’s Premier Ice Hockey League 1987/88
Die Saison 1987/88 war die sechste Austragung der höchsten englischen Fraueneishockeyliga, der Women's English League. Die Ligadurchführung erfolgt durch die English Ice Hockey Association, den englischen Verband unter dem Dach des britischen Eishockeyverbandes Ice Hockey UK. Der Sieger erhielt den Chairman’s Cup.

## Modus
Es spielten alle Mannschaften eine einfache Runde mit Hin- und Rückspiel. Es gab keinen Absteiger.

## Abschlusstabelle
| Platz | Mannschaft            | Spiele | S  | U | N  | Tore   | Punkte |
| ----- | --------------------- | ------ | -- | - | -- | ------ | ------ |
| 1.    | Streatham Strikers    | 12     | 10 | 1 | 1  | 59:013 | 21     |
| 2.    | Oxford University (M) | 12     | 9  | 0 | 3  | 48:017 | 18     |
| 3.    | Solihull Vixens       | 12     | 8  | 0 | 4  | 47:020 | 17     |
| 4.    | Peterborough Ravens   | 12     | 4  | 0 | 8  | 24:037 | 16     |
| 5.    | Oxford City Rockets   | 12     | 4  | 0 | 8  | 24:037 | 8      |
| 6.    | Brighton Amazons      | 12     | 2  | 0 | 10 | 28:050 | 4      |
| 7.    | Cambridge University  | 12     | 0  | 0 | 12 | 12:124 | 0      |

## Beste Scorerinnen
| Spieler       | Mannschaft                          | Spiele | Tore | Assists | Punkte | Straf- minuten |
| ------------- | ----------------------------------- | ------ | ---- | ------- | ------ | -------------- |
| Helen Stowe   | Oxford City Rockets                 | 12     | 19   | 11      | 30     | 26             |
| Marion Wilson | Solihull Vixens                     | 12     | 18   | 9       | 27     | 4              |
| Julie Lester  | Oxford City Rockets                 | 12     | 13   | 8       | 21     | 12             |
| Nicky Gilbert | Solihull Vixens                     | 12     | 11   | 8       | 19     | 8              |
| Sue Parson    | Streatham Strikers                  | 11     | 11   | 4       | 15     | 10             |
| Beth Able     | Oxford University                   | 12     | 11   | 4       | 15     | 6              |
| Kim Strongman | Solihull Vixens Peterborough Ravens | 8      | 7    | 7       | 14     | 6              |

## Beste Torhüterinnen
| Spieler      | Mannschaft          | Sp | Min | SaT | GT | GTS  | SO |
| ------------ | ------------------- | -- | --- | --- | -- | ---- | -- |
| Kay Dibling  | Streatham Strikers  | 8  | 320 | 75  | 6  | 1,13 | 3  |
| Emma Bowles  | Oxford City         | 12 | 480 | 245 | 17 | 2,13 | 4  |
| Tina Clifton | Peterborough Ravens | 11 | 440 | 160 | 19 | 2,59 | 2  |